# Džamija Guyulug
Džamija Guyulug (azerski: Quyuluq məscidi) je džamija u gradu Šuša u Azerbajdžanu.
Džamija se nalazi u ulici Ojaggulu u naselju Guyulug.
Džamija Guyulug bila je jedna od sedamnaest džamija u Šuši krajem 19. stoljeća. Trenutačno stanje džamije nije poznato.